# Лохозва
Лохозва — річка у Барановицькому районі, Берестейська область, Білорусь. Права притока Щари (басейн Німану).

## Опис
Довжина річки 29 км, площа басейну водозбору 335 км². Формується притоками, безіменними струмками та загатами.

## Розташування
Бере початок між селами Детковичі та Полонкою. Тече переважно на південний захід лісистою місцевістю між курганами Сломинським та Амурським і за 2 км на південь від села Підгірна впадає в Щиру, ліву притоку Німану.